# Magic (programari)
Magic és una eina de disseny d'automatització del disseny electrònic (EDA) per a circuits integrats (IC) d'integració a gran escala (VLSI) escrita originalment per John Ousterhout i els seus estudiants de postgrau a la UC Berkeley. El desenvolupament va començar el febrer de 1983. Una versió primitiva estava operativa l'abril de 1983, quan Joan Pendleton, Shing Kong i altres dissenyadors de xips d'estudiants de postgrau van patir moltes revisions ràpides ideades per satisfer les seves necessitats en el disseny del xip de CPU SOAR, una continuació de Berkeley RISC.
Tement que Ousterhout proposés un altre nom que comencés amb "C" per a coincidir amb els seus projectes anteriors Cm* , Caesar i Crystal, Gordon Hamachi va proposar el nom Magic perquè li agradava la idea de poder dir que la gent utilitzava la màgia per dissenyar xips. La resta de l'equip de desenvolupament va acceptar amb entusiasme aquesta proposta després que va idear el retroacrònim M anhattan A rtwork G enerator for I ntegrated C ircuits. Els desenvolupadors de programari Magic es deien a si mateixos mags, mentre que els dissenyadors de xips eren usuaris de Magic.
Com a programari lliure i de codi obert, subjecte als requisits de la llicència BSD, Magic continua sent popular perquè és fàcil d'utilitzar i fàcil d'ampliar per a tasques especialitzades.